# Rejon dnieprzański
Rejon dnieprzański (ukr. Дніпровський район) – rejon na Ukrainie, w obwodzie dniepropetrowskim, z siedzibą w Dnieprze. Jego powierzchnia wynosi 5605,6 km², zaś liczba ludności wynosi 1145 tys. osób.
Na terenie rejonu znajduje się 17 hromad.
Rejon został utworzony 19 lipca 2020 roku decyzją Rady Najwyższej z 17 lipca 2020 roku o przeprowadzeniu reformy administracyjno-terytorialnej.